# Anais dos Quatro Mestres
Os Anais dos Quatro Mestres (em irlandês, Annála Ríoghdhachta Éireann) ou Anais do Reino da Irlanda pelos Quatro Mestres são uma crónica da história da Irlanda.
Abarca o período que vai do Dilúvio – localizado no ano 2242 a.C. - até 1616 d.C.
É uma recompilação de anais escritos anteriormente, com a adição de alguns textos originais, feita em 1632-1636, no mosteiro franciscano do condado de Donegal, na Irlanda.
O autor principal da obra foi Mícheál Ó Cléirigh, assistido por Peregrine O'Clery, Fergus O'Mulconry e Peregrine O'Duignan, entre outros.
Existem várias cópias dos manuscrito, conservadas no Trinity College, na Real Academia de Irlanda e no University College Dublin.
A tradução mais conhecida para inglês foi feita pelo historiador irlandês John O'Donovan, no séc. XIX.